# مورغان هربرت
مورغان هربرت (4 أغسطس 1918 - 15 يونيو 2000) (بالإنجليزية: Morgan Herbert)‏ هو لاعب كريكت أسترالي.

## وصلات خارجية
- مورغان هربرت على موقع إي آس بي آن كريك إنفو (الإنجليزية)